# Mogyorómoly
A mogyorómoly (Cydia amplana) a valódi lepkék alrendjébe tartozó sodrólepkefélék (Tortricidae) családjának egyik faja.

## Elterjedése, élőhelye
Európában egészen az Uralig, a Krímig és a Kaukázusig, továbbá Kis-Ázsiában honos faj. Közép-Európában a C. a. molybdana alfaja él – hazánkban a bokros, erdős hegy- és dombvidékeken.

## Megjelenése
Vörösesbarna szárnyának belsejét középtájt szabálytalan alakú, sárga folt élénkíti. A szárny fesztávolsága 16–20 mm.

## Életmódja
Évente egy nemzedéke kel ki. A fejlett hernyók telelnek át a talajban szőtt gubójukban. A lepkék július–augusztusban rajzanak, és a tápnövény éretlen termésére rakják petéiket. A kis hernyó még azelőtt berágja magát a termésbe, hogy annak héja el tudna fásodna. A sziklevélkezdeményben készített járatát szövedék, ürülék és rágcsálék tölt ki. A hernyó
távozása után a termés oldalán 1,5–2 mm-es nyílás marad.
Hazai tápnövényei:
- mogyoró,
- szelídgesztenye,
- tölgy;

Lehet, hogy megél a dión és a mandulán is. Ha tömegesen támad, a mogyoróban érdemleges kárt okoz.

## Külső hivatkozások
- Mészáros Zoltán – Szabóky Csaba: A magyarországi molylepkék gyakorlati albuma. Budapest: Agroinform. 2005.  arch Hozzáférés: 2018. április 6. (PDF)